# Поцілунок для Сьюзі
Поцілунок для Сьюзі (англ. A Kiss for Susie) — американська комедійна драма режисера Роберта Торнбі 1917 року.

## У ролях
- Вівіан Мартін — Сьюзі Нолан
- Том Форман — Філ Барнам
- Джон Бертон — Пітер Шварц
- Джек Нельсон — Джим Нолан молодший
- Полін Перрі — Лізі Нолан
- Кріс Лінтон — Джим Нолан старший
- Елінор Хенкок — місіс Барнам